# Rishdan
Rishton, anche Rishdan, (in uzbeco Rishton; in russo Риштан Rištan)  è una città nella Regione di Fergana, capoluogo del distretto di Rishton, in Uzbekistan. Si trova a metà strada tra le città di Kokand e Fergana. 

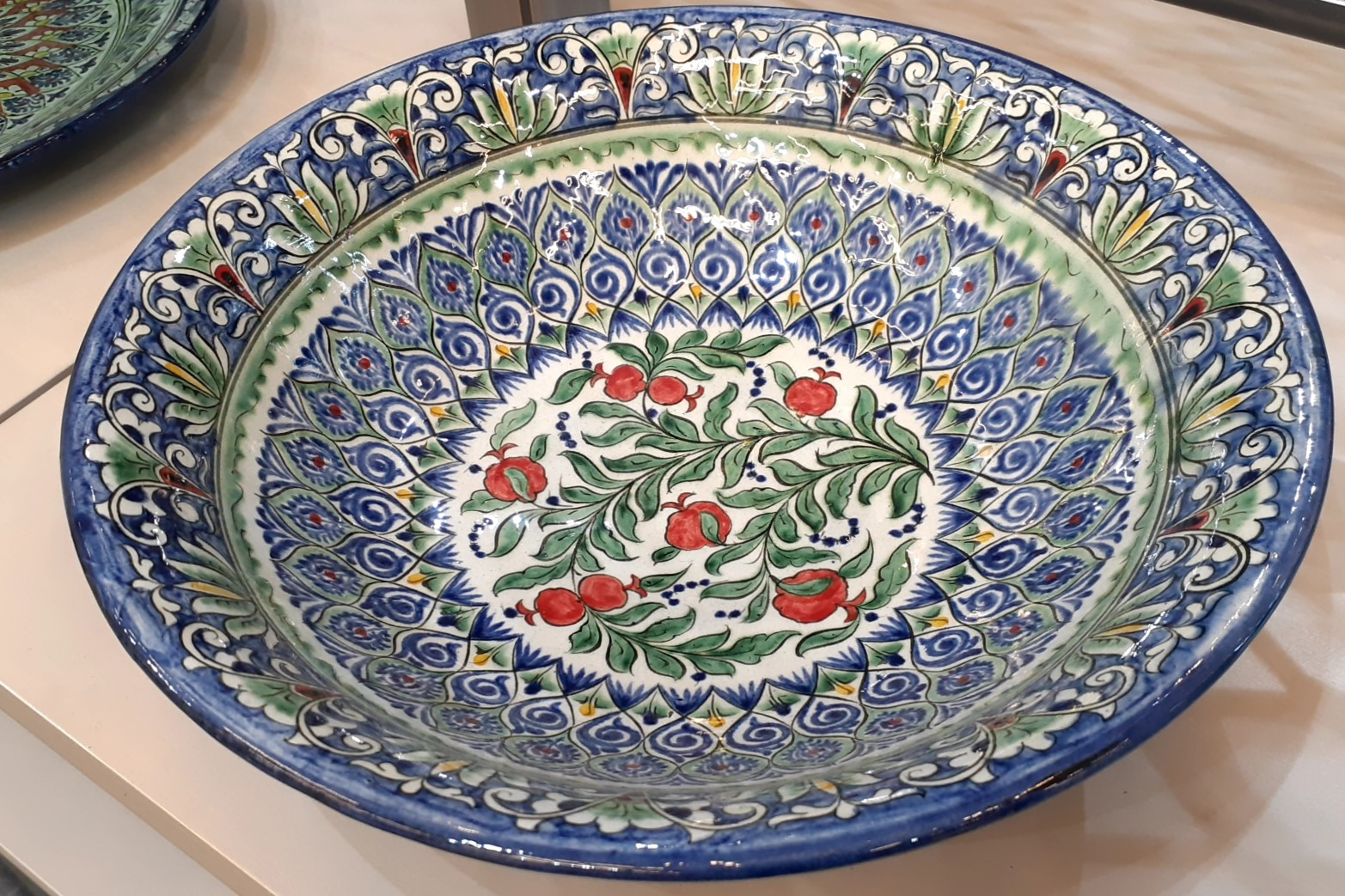
Ceramica di Rishton

Rishdan è uno dei più famosi ed antichi centri di produzione di ceramiche in Uzbekistan la cui lavorazione, secondo tradizione, fu introdotta nel XII secolo potendo contare su un ricco giacimento di argilla di qualità nel sottosuolo dell'area a circa 1,5 m di profondità. Oltre all'argilla, gli artigiani di Rishdan hanno a disposizione anche il quarzo ed altri minerali ottenuti dalle montagne dei dintorni.
A cavallo tra il XIX ed il XX secolo quasi tutti in città erano ceramisti. Oggi ci sono circa 2000 artigiani che producono (con tecniche tradizionali o macchinari moderni) circa 5 milioni di pezzi l'anno. La tipica decorazione è costituita da linee blu e grigie dette iskor.